# فابیان هرگسل
فابیان هرگسل (انگلیسی: Fabian Hergesell؛ زادهٔ ۲۵ دسامبر ۱۹۸۵) بازیکن فوتبال اهل آلمان است.
از باشگاه‌هایی که در آن بازی کرده‌است می‌توان به باشگاه فوتبال بایر ۰۴ لورکوزن، باشگاه فوتبال قوت-وایس ارفورت، و باشگاه فوتبال فورتونا دوسلدورف اشاره کرد.